# Кутлимуратова, Нигора Машариповна
Нигора Машариповна Кутлимуратова (узб. Nigora Masharipovna Kutlimuratova, род. 23 ноября 1970 года, Хорезмская область, Узбекская ССР, СССР) — узбекский государственный деятель, политик и медик. С января 2020 года - депутат Законодательной палаты Олий Мажилиса РУз 4 созыва от Хазараспского избирательного округа № 120 Хорезмской области. Член Комитета по вопросам обороны и безопасности.

## Биография
Нигора Кутлимуратова родилась в Хазараспском районе Хорезмской области 23 ноября 1970 года. Замужем, имеет троих детей. Окончила Ташкентскую медицинскую академию в 1994 году. Специальность: врач, лечебное дело. В 2012 году- Академию общественного строительства при Президенте РУз. Трудовую деятельность начала в 1986 году лаборантом прядильной фабрики Хазарспского района. В 1994-2012 годах- научный сотрудник, старший преподаватель Ургенчского филиала Ташкентского государственного медицинского института, 2012-2013 гг.- председатель Хорезмского областного совета профсоюза работников здравоохранения, 2013-2014 гг.- руководитель секретариата Хорезмского областного хокимита, комитета женщиин области, 2014-2016 гг.- заместитель главного врача Ургенчского городского медицинского объединения. С 2016 года- директор Хорезмского областного отделения Международного благотворительного фонда "Соглом авлод учун". С 2003 года по настоящее время является председателем правления Центра поддержки женщин "Хамдард".